# Gonzalo Montes
Gonzalo Montes Calderini (22 dicembre 1994) è un calciatore uruguaiano, centrocampista dell'Universidad de Chile.

## Carriera
Ha esordito nella prima divisione uruguaiana con il Cerro nella stagione 2011-2012, giocando 3 partite.

## Palmarès

### Club

#### Competizioni nazionali
- Campionato cileno: 1

Huachipato: 2023